# Stammliste der Golowkin
Stammliste der Golowkin mit den in der Wikipedia vertretenen Personen und wichtigen Zwischengliedern.
Die mangelhafte, oft fehlerhafte, Quellenlage betrifft den gesamten Zeitraum aller Familienzweige. Gesicherte Daten sind urkundlich genannt, Geburts- und Sterbedaten o. g. Zeiträume jedoch oft ungesichert und nach höchstmöglicher Wahrscheinlichkeit der oft abweichenden Datenquellen unter Vorbehalt zu betrachten. Es bleiben genealogische Details, sogar die Zuordnung von Mitgliedern des Hauses, ungeklärt.

## Die Golowkin
Golowkin (spr. Golofkin), ursprünglich polnische, seit 1485 nach Russland übergesiedelte Familie, erhielt 1512 die Bojarenwürde.
Die ersten beiden historisch greifbaren Vertreter aus dem Haus Golowkin waren die Brüder Anissim und Nikifor.
A1. Anissim, († nach 1453); ⚭ () N.N.
B1. Iwan, († vor 1510); ⚭ () N.N.
C1. Andrej, um 1510, um 1535 als Mönch Adrjan
C2. Boris, 1500/um 1510
C3. Afanassij, um 1510
C4. Semjon, 1527/1533; ⚭ () N.N.
D1. Dmitrij, 1527/1533
D2. Ignatij, 1527/1546
D3. Jakow, 1548, († vor 1564); ⚭ () Jewdokija N.N., Witwe (1564)
E1. Semjon, 1564
E2. Jewfrossinija, 1564
E3. Marija, 1564; ⚭ () N.N., 1564
C5. Grigoij Tschernij, 1527/1549; ⚭ () N.N.
D1. Obljaz, 1564/1578
D2. Ugrim, 1563/1570; ⚭ () Anna Romanowna Borowskij, 1570
E1. Aleksej
D3. Sumorow; ⚭ () N.N.
E1. Stjepan, 1570
E2. Dmitrij, 1566/1570
D4. Warwara, 1527/1533; ⚭ () Jelisar Aleksandrowitsch Iljetzkij
D5. Iwan, 1552/1578
D6. Schestoi, 1573
D7. Ossip Njetschaj, 1537/1564, († vor 1566); ⚭ () N.N.
E1. Iwan, 1546; ⚭ () Irina, 1566
F1. Aleksander, 1566
E2. Michail Njeswitaj, 1564
E3. Jewfrossinija, Nonne im Troitza Kloster, Moskau, († 1586)
D8. Wassilij, 1518/1537, († vor 1564)
C6. Jemeljan, 1527; ⚭ () N.N.
D1. Roman, 1546/1564
C7. Iwan, 1527/1533; ⚭ () N.N.
D1. Seliwerst Seljanin, († (1570/1573)); ⚭ () Ksenija, Witwe 1573
E1. Nikita, 1573
D2. Dmitrij; ⚭ () N.N.
E1. Jefim, Mönch im Kloster Troitza (1570), († 8. September 1603)
E2. Rodjon Weschnjak, zu Borowsk (1614), zu Chlewino, († vor 1621); ⚭ I: () N.N.; ⚭ II: () Jewdokija N.N., Witwe 1621
F1. [I] Semjon, zu Bobrowsk (1621 und 1646), Chef der Strelizen Kosaken (1646), († 1647); ⚭ I: () Akulina Rajewskij, Tochter von Iwan Rajewskij; ⚭ II: () Anastasija N.N., Witwe 1647
G1. [II] Iwan Semionovich, Landbesitzer im Kreis Aleksin, Provinz Tula, nobilis von Moskau (1671), Adjutant (postelnitschi) (1682), nominiert zum Okolnitschi (1688), Bojar (1692); ⚭ () (Martha Vasiljevna Lichareva)
H1. Gabriel Iwanowitsch Golowkin, wird (1. Mai 1707 in Wien, HRR) in den Reichsgrafenstand erhoben mit dem Titel: Graf Golowkin „Hoch- und Wohlgeboren“, durch kaiserlichen Ukas (15. Juli 1709) Graf Golowkin, Stolnik der Zarin (1676), Adjutant von Zar Peter dem Großen (1689), Oberster Kammerherr und russischer Reichskanzler (27. Juli 1709), (* 1660; † 20. (Januar/Juli) 1734 in Moskau; ▭ im Kloster Serpuchow); ⚭ () Domna Andrejevna Diwon (Divov), ((† 1707)), Tochter von Andrej Diwon (–); Nachkommen siehe hier
F2. [II] Lukjan, (⚔ 1661, gegen die Truppen von Sapieha); ⚭ () N.N.
G1. Nikita, Stolnik (1686), Woiwode zu Woronjesh (1688–1691), († 1699); ⚭ () Marija Balachtschejew, urkundlich 1670, Tochter von Fjodr Aleksejewitsch
H1. Afanassij
H2. Pjotr, ((⚔), auf Feldzug gegen die Schweden)
E3. Iwan, 1578/1580; ⚭ () N.N.
F1. Lukjan, († vor 1629)
D3. Tretjak, 1563
D4. Danila, 1563/1573
D5. Wassilij, 1563
C8. Luka, 1527, († vor 1548)
C9. Gawrila, 1532/1548; ⚭ () N.N.
D1. Iwan, 1533; ⚭ () N.N.
E1. Konstantin Nekrass, 1560/1566; ⚭ () N.N.
F1. Perwoj Nekrassow, 1563/1566; ⚭ () N.N.
G1. Stjepan Pergowo, erhält 550 tscheti (1582), Besitzer zu Borowitschi
F2. Ulan, 1575/1577
E2. Andrej, 1564
D2. Aleksander, 1533; ⚭ () N.N.
E1. Korjepan, 1570
E2. Tschubar, 1570
E3. Timofej Pjatoj, 1555/1573; ⚭ () N.N.
F1. Njetschaj, 1564
F2. Boris Kalimet, 1570 als Mönch Bogolen im Kloster Troitza
F3. Ratman, 1570
E4. Schestej, 1566
D3. Anikij, 1532/1579
D4. Nikita, 1569
A2. Nikifor, († nach 1453); ⚭ () N.N.
B1. Iwan, 1454–1469
B2. Matwej, 1454–1469; ⚭ () N.N.
C1. Iwan Golowa, 1525/1533
C2. Iwan, 1527/1533
B3. Michail, 1454–1469; ⚭ () N.N.
C1. Kanstantin, 1500
B4. Danila, 1454–1469; ⚭ () N.N.
C1. Pjotr, 1539
C2. Wasailij Swatt, 1527/1535, († vor 1539)
C3. Ostanek, 1533/1539

## Die Golowkin – Reichsgrafen ab 1707, russische Grafen ab 1709 – erloschen 1846/1860
↑Gabriel Iwanowitsch Golowkin, wird (1. Mai 1707 in Wien, HRR) in den Reichsgrafenstand erhoben mit dem Titel: Graf Golowkin „Hoch- und Wohlgeboren“, durch kaiserlichen Ukas (15. Juli 1709) Graf Golowkin, Stolnik der Zarin (1676), Adjutant von Zar Peter dem Großen (1689), Oberster Kammerherr und russischer Reichskanzler (27. Juli 1709), (* 1660; † 20. (Januar/Juli) 1734 in Moskau; ▭ im Kloster Serpuchow); ⚭ () Domna Andrejewna Diwon (Divov), ((† 1707)), Tochter von Andrej Diwon (–). Sie hatten folgende Nachkommen:
A1. Iwan Gawrilowitsch, General der Kavallerie, Chef der Garde zu Pferde, Botschafter in Haag, (* (1687); † 5. Januar 1734); ⚭ () Fürstin Marija Matweewna Gagarina, zu Gluchow (1735), Tochter von Fürst Matwei Petrowitsch Gagarin, Gouverneur von Sibirien, (–1721) und Jewdokija (Eudoxia) Stepanowna Trachanzotowa (–)
B1. Marija Iwanowna, (* 1. April 1707; † 17. Dezember 1770); ⚭ () Fürst Pjotr (Peter) Iwanowitsch Repnin (Obolenskij), (* (1715); † 10. Oktober 1778), Sohn von Iwan Nikititsch Repnin (–) und Martha Jakowlewna Lobanowa-Rostowskaja (–)
B2. Gawrila (Gabriel) Iwanowitsch, Landbesitzer von 16.000 ha im Kreis Moskau, russischer wirklicher Geheimer Rat und Oberhofmarschall, (* 10. Oktober 1721, † 13. März 1787); ⚭ (14. Oktober 1751) Gräfin Jekaterina Alexandrowna Schuwalowa (* 31. Oktober 1736; † 1821; ▭ in Kossitzy, Kreis Wereja), Tochter von Graf Alexander Iwanowitsch Schuwalow (1710–1770) und Jekatarina Iwanowna Kostjurina (1718–1790)
C1. Jelisaweta (Elisabeth) Gawrilowna, (* 22. Oktober 1752; † 21. Mai 1820)
C2. Alexej Gawrilowitsch, verliert sein Vermögen (Kunstwerke) beim Brand von Moskau (1812), russischer wirklicher Kammerherr, (* 31. Juli 1754; † 1823 in Armut)
B3. Wiktor; ⚭ () Marie Charlotte von Moeller, Tochter von Friedrich Karl von Moeller (–) und Freiin Anna Elisabeth von Schwerin (–)
A2. Alexander Gawrilowitsch, russischer außerordentlicher Gesandter und bevollmächtigter Minister in Berlin (1711–1727), in Paris (1727), in Haag (1731), wirklicher Geheimer Rat, Senator (1723), Ritter des Ordens vom Schwarzen Adler (1721), (* 20. August 1688 in Moskau; † 24. November 1762 in Rijswijk); ⚭ (15. Februar 1715 in Stralsund) Burggräfin Katharina Henriette zu Dohna-Ferrassieres (* 24. August 1694 in Vianen; † 12. Januar 1768 in Berlin), Tochter von Burggraf Johann Friedrich zu Dohna, Marquis de Ferrassieres, (1663–1712) und Lady Helen MacCarthy (1671–1698)
B1. Maria Alexandrowna, (* 8. April 1718 in Berlin; † 8. August 1787 ebenda); ⚭ (9. Februar 1739 in Berlin) Graf Friedrich Paul von Kameke zu Strachmin-Strippow, Graf von Kameke (preuß. Grafenstand, 28. Juli 1740 in Berlin), (* 9. Mai 1711; † 27. August 1769 in Bath, Wales), Sohn von Paul Anton von Kameke, Herr auf Strachmin, Ritter des Ordens vom Schwarzen Adler, Grand Maitre de la Maison Royale (1712), Kgl. preuß. Generalmajor und Chef des Infanterie-Regiments 23., (1674–1717) und Ilse Anna von Brünnow, Oberhofmeisterin der Königin Sophie Dorothea von Preußen, (1674–1749)
B2. Johann (Iwan) Alexandrowitsch, russischer Staatsrat und Gesandter in Danzig, (* 4. August 1723 in (Berlin); † 30. August 1791 in Amsterdam); ⚭ (27. März 1759 in Amsterdam) Cornelia van Strijen (* 11. Mai 1727 in Amsterdam; † 9. Dezember 1794 ebenda), Tochter von Jacob van Strijen, Viceadmiral der Generalstaaten, (1706–1756) und Geertruid Blaeu (1706–1743)
C1. (illegitim mit Marie-Anna Fleur) Alexanderus, (* 28. November 1756 in Den Haag)
B3. Lisette (Elisabeth) Esperance Alexandrowna, (* 1726; † Dezember 1748 in Den Haag)
B4. Natalie-Amalie (Helene) Alexandrowna, (* 1728; † 27. April 1771 in St. Hedwig, Berlin); ⚭ (26. August 1748 in Den Haag) Graf Bernhard Wilhelm Gottfried von Schmettau, (* 1724 in Breslau; † 2. Juli 1802 in Warmbrunn)
B5. Peter Christoph Friedrich Alexandrowitsch, herzoglich zweibrückener Kammerherr, russischer wirklicher Staatsrat, zu Slaten und Harnecop, Kreis Oberbarnim, (* 15. November 1729; † 2. März 1787); ⚭ (28. Mai 1768) Gräfin Friederike von Kameke, (* 25. Mai 1746; † 1800), Tochter von Graf Friedrich Paul von Kameke zu Strachmin-Strippow (1711–1769) und Gräfin Maria Alexandrowna von Golowkin (1718–1787)
B6. Gabriel Maria Ernst Alexandrowitsch, Generalleutnant und Oberst der Schweizergarde der Generalstaaten, Kommandant von Amsterdam und der Provinz Holland, (* 6. März 1731; † 17. Februar 1800); ⚭ I: (15. September 1765 in Den Haag) Baronesse Apollonia Frederica de Hertaing-Marquette (* 8. November 1743; † 18. September 1785), Tochter von Baron Frederick de Hertaing-Marquette (–) und (Bartha Catharina) Bitter (–); ⚭ II: (2. Oktober 1786) Jacqueline Charlotte de Saumaise (* 12. August 1734; † 18. .. in Berlin), Tochter von Louis de Saumaise (–)
C1. [I] Theodor (Fjodor) (Frederik-Heinrik-Lodewejk) Gawrilowitsch, zu Jakowlewskoje, Paojukina und Karpintzewa, Kreis Aleksin, zu Lukjanowka, Kreis Kaschira, russischer Gesandter in Neapel (1794–1795), auf seine Güter verbannt (1800), kaiserlicher Hofzeremonienmeister (1812), (* 10. Oktober 1766 in Den Haag; † 6. Dezember 1823); ⚭ (29. Mai 1790) Natalia Petrowna Ismailowa, (* 20. Februar 1765; † April 1849), Tochter von Pjotr (Peter) Iwanowitsch Ismailow, wirklicher Geheimer Rat, (1724–1807) und Jekaterina Wassiljewna Saltykowa (1732–1774)
C2. [I] Peter (Pjotr) (Friedrich-Peter-Lodewejk), zu Wjeripajewa und Jelenina, Kreis Tula (1812), erbaut die Reformierte Kirche zu St. Petersburg (1800), zum Matrosen degradiert (1800), russischer wirklicher Kammerherr (1812), (* 2. Juni 1768 in Den Haag; † 29. November 1821 in St. Petersburg); ⚭ (1795) Sofia Alexandrowna Demidowa, zu Awerjewskoje, Wjerigino und Morjewa, Kreis Odojew, (* 23. Mai 1765; † 12. Oktober 1831), Tochter von Alexander Grigorjewitsch Demidow, wirklicher Staatsrat, (1737–1803) und Praskowija Matwejewna Olsufjewa (–1813)
C3. [I] Henriette, (* 18. Januar 1774 in Den Haag; † 3. November 1839 in Berlin); ⚭ (18. Mai 1801 in Berlin) Alphonse Henri de Montgomery, Marquis de Bruges, königlich französischer Generalleutnant, (* 28. Februar 1764; † (4. November) 1821 in Basel), (Sohn von Marie-Jean-Louis de Montgomery, Marquis de Bruges, (–) und Catherine Braschet d’Arenes (–))
C4. [I] Gabriel (Gawrila) Heinrich Marie, russischer Oberst, (* 17. Mai 1775; †⚔ 19. Oktober 1805 vor Lambach, (Napoleonische Kriege)); ⚭ (1802) Wilhelmine Helene Aurora von Patkul (* 1. (Februar/November) 1788 in Oberpahlen; † 19. März 1839 in Sankt Petersburg), (⚭ II: () Freiherr Karl Fabian von Ungern-Sternberg (* 8. April 1770; † 4. Juli 1834 in Sankt Petersburg), Sohn von Johann Adolf von Ungern-Sternberg (1726–1793) und Charlotta Margareta de la Barre (1733–1794)), Tochter von Reinhold Ludwig von Patkul (1730–1801) und Aurora von Lauw (1756–1795)
D1. Gabriel, (* November 1803; † 1803)
C5. (illegitim mit Gertrudis van Velsem) Marie Henrika Hertrude, (* 24. Februar 1763 in Den Haag)
B7. Alexander Alexandrowitsch, großbritannischer und preußischer Kammerherr, Direktor des königlichen Theaters in Berlin (1765–1767), (* 4. September 1732; † (4./5.) August 1781); ⚭ () Freiin Elisabeth Wilhelmine Justine von Mosheim, (* (vor 1755); † Januar 1824 in Gardanne), (⚭ II: (1796) Paul-François de Noailles, 2. Duc d’Ayen (1766), 5. Duc de Noailles (1793), Pair von Frankreich, Ritter des Ordens vom Goldenen Vlies, (* 1739; † 20. Oktober 1824), Sohn von Louis de Noailles, Duc d’Ayen et de Noailles, Marquis de Maintenon, Comte de Nogent-le-Roi, (1713–1793) und Catherine Francoise Charlotte de Cossé-Brissac (1724–1794)), Tochter von Johann Lorenz von Mosheim, Professor der Theologie in Göttingen, (1693–1755) und Elisabeth Henriette Amalie von Voigt (–)
C1. Georg (Jurij) Alexandrowitsch, Majoratsherr, russischer Kammerherr (1795), Senator (1796), Botschafter in China (1805), in Wien (1818–1822), Groß-Hofzeremonienmeister, Mitglied des Reichsrats (1831), wirklicher Geheimer Rat (1841), (* 4. Dezember 1762 in Lausanne; † 21. Januar 1846; ▭ auf seinem Anwesen Konstantinowo, Oblast Sumy); ⚭ (1784) Jekaterina Lwowna Naryschkina (* 1762; † (5./6.) November 1820; ▭ im Alexander-Newski-Kloster), Tochter von Lew Alexandrowitsch Naryschkin (1733–1799) und Marina Osipowna Zakrewskaja (1741–1800)
→ Geschlecht der Golowkin im Mannesstamm erloschen
D1. Natalia, Jurjewna, kaiserlich russischer Ukas (6. April 1848) zur Führung des Namens: Fürstin Saltykow-Golowkin, zu Tomarowka (7.800 ha), Kreis Belgorod, zu Kazarinowo (3.000 ha), Kreis Malojaroslawetz, zu Pawlowka (2.800 ha), Kreis Obojanj und zu Konstantinowo (9.400 ha), Kreis Romny, (* 17. August 1787; † 6. April 1860 in Moskau; ▭ im Kloster Donskoi); ⚭ ((14.) April 1801) Graf (seit 1814 Fürst) Alexander Nikolajewitsch Saltykow, geheimer Rat, Senator (1804–1817), Mitglied des Reichsrats, (* 27. Dezember 1775 in Sankt Petersburg; † 27. Januar 1837 ebenda), Sohn von Graf (seit 1814 Fürst) Nikolai Iwanowitsch Saltykow (1736–1816) und Gräfin Natalia Wladimirowna Dolgorukowa (1736–1812)
→ Familie Golowkin erloschen (Ultimus Famillae) → Nachkommen: Saltykow-Golowkin
C2. Amalia, (* 3. Januar 1766; † 16. Januar 1855 in Lausanne); ⚭ (4. August 1785) Henri Albert de Mestral de Aruffens (* 1750 in Pampigny; † 17. April 1834 in Lausanne), (Sohn von Charles de Mestral de Aruffens (–) und Susanne Chandier de Coirnane (–))
B8. Catherine Henriette, (* Oktober 1733 in Den Haag; † 1760 in Rijswijk)
B9. Theodor Heinrich Friedrich, (* 5. Juni 1737 in Den Haag; † August 1738 ebenda)
B10. Christian Friedrich Heinrich, (* September 1739 in Den Haag; † September 1739 ebenda)
A3. Natalia Gawrilowna, (* (1689); † 29. (Juni/Juli) 1726); ⚭ ((1697)) Fürst Iwan Fjodorowitsch Bariatinsky (Barjatinski), Generalgouverneur von Moskau (1738), (* (1687); † 18. Januar 1738 in Gluchowo, Russland), (⚭ I: () Sofia Michailowna Golizyna (* 1681; † 1703), Tochter von Fürst Michail Andrejewitsch Golizyn (1639–1687) und Praskowja Nikititschna Kaftyrjewa (1645–1715)), Sohn von Fjodor Jurjewitsch Bariatinsky (–1696) und Anna Danilowna Veliko-Gagina (–nach 1699)
A4. Michail Gawrilowitsch, zu Nikolskoje, Kreis Simbirsk (1726–1730), zu Bogojawlenskaja Sloboda, Kreis Susdal (1735), Senator (11. März 1730), Botschafter in Berlin und Paris, russischer Vizekanzler (21. November 1740), Hausarrest (6. Dezember 1741), wegen würdeloser Haltung zum Tode verurteilt auf dem Schafott, unter Verlust aller Güter, Ämter und Ehren nach Sibirien verbannt (29. Januar 1742), (* 1699; † November (1754/1755) in Nischnekolymsk, Sibirien; ▭ im Kloster St. Georg, Moskau); ⚭ (8. April 1722) Fürstin Katharina Iwanowna Romodanowskaja (* 22. Februar 1701; † 20. Mai 1791 in Miscow, Russland), Tochter von Fürst Iwan Fjodorowitsch Romodanowski, wirklicher Geheimer Rat, (um 1670–1730) und Anastasia Fjodorowna Saltykowa (–1736)
A5. Anna Gawrilowna, († 4. April 1751 in Irkutsk, nach Verlust der Zunge und Deportation); ⚭ I: (10. November 1723 in Jakutsk) Graf Pawel Iwanowitsch Jagushinskij (* 1683; † (6./17.) April 1736 in Sankt Petersburg; ▭ im Newski-Kloster), (⚭ I: (1710; Scheidung 21. August 1723) Anna Fjodorowna Hitrovo († 30. Juli 1733), Tochter von Fjodor Hitrovo (–1703)), Sohn von Iwan Jagushinskij; ⚭ II: (10. Februar 1743) Graf Michail Petrowitsch Bestuschew-Rjumin, Botschafter in Berlin, Warschau, Wien und Paris, Groß-Hofmarschall und wirklicher Geheimer Rat, (* 17. September 1688 in Moskau; † (25./26.) Februar 1760 in Paris), Sohn von Graf Pjotr Michailowitsch Bestuschew (Bestuschew-Rjumin), (1664–1743) und Jewdokija Iwanowna Talyzina (–)
A6. Anastasia Gawrilowna, († 7. April 1735 in Moskau); ⚭ (18. April 1722 in Moskau) Fürst Nikita Jurjewitsch Trubezkoi, Marschall von Russland, wirklicher Geheimer Rat und Senator, (* 26. Mai 1699; † 16. Oktober 1767 in Moskau), (⚭ II: ((November 1735)) Fürstin Anna Danilowna Cheraskowa (Drutsk-Sokolinskaja) († nach 1751)), Sohn von Juri Jurjewitsch Trubezkoi (–) und Elena Grigorjewna Tscherkasskaja (–)
A7. Jewdokija (Eudoxia) Gawrilowna; ⚭ () Grigorij Michailowitsch Korobjin